# 田山由起
田山 由起（たやま ゆき、1978年〈昭和53年〉11月21日 - ）は、日本の女優。大阪府大阪市生まれ。オフィスMORIMOTO所属。

## 人物・概歴
- 15歳で大阪の劇団「かけはし座」に入団後、小劇場を中心に60本以上の舞台に立つ。
- 2001年上京。
- 2010年日中合作映画「記録黎明」映画デビューを果たす。
- 行定勲監督 映画『ジムノペディに乱れる』ではメインキャスト衣装部芽衣子役を演じる。
- 2018年には細野辰興作・演出の毒笑劇独り芝居「レプリカントは芝居ができない？」で三役を演じる。

## 出演

### 映画
- キネマの大地（2010年、監督：向陽、監修中島貞夫） - 末永弘子 役
- 人生奪回ゲーム（2012年、監督：室賀厚）
- please please me（2013年、監督：青石太郎）
- SMORK（2013年、監督：Cody Fuwa） - 高木佐知子 役
- 非金属の夜（2013年、監督：中田圭） - クラブのママ 役
- ビンゴ（2013年、監督：福田陽平） - 西村明美 役
- 君を連れて行く、いいよね。（2014年、監督：繁田健治） - 主演・ひとみ 役
- 君に会いたい（2014年、監督：白石恵美） - 主演・川田ゆきえ 役
- ハッピーネガティブマリッジ（2014年、監督：横井健司）
- 青時雨（2014年、監督：松村直樹） - 小池成美 役
- 春子超常現象研究（2015年、監督：竹葉リサ）
- 甲斐バンド40周年短編映画作品集 破れたハートを売り物に「父と息子」（2015年、監督：榊英雄） - 正岡幸子 役
- 微熱全力映画（2016年、監督：小澤雅人） - クミ 役
- 残穢-住んではいけない部屋-（2016年、監督：中村義洋） - 炭鉱夫家族 役
- だとて（2016年、監督：ウトユウマ） - 今井恵子 役
- 日活ロマンポルノ・リブートプロジェクト-ジムノペディに乱れる（2016年、監督：行定勲） - 衣装部芽衣子 役
- スクラップスクラッパー（V）（2016年、監督：加瀬聡）
- 乙女よ、走れ（2017年、監督：原口大輝） - 光瀬春実 役
- ふたごとうだつ（2017年、監督：小原穣） - 母親 役
- コスメティックウォーズ（2017年、監督：鈴木浩介） - 指導員 役
- ユリゴコロ（2017年、監督：熊澤尚人）
- 火花（2017年、監督：板尾創路） - 徳永の母 役
- ビジランテ（2017年、監督：入江悠） - 看護師 役
- 探偵はBARにいる3（2017年、監督：吉田照幸） - 篠原尚美 役
- 三尺魂（2017年、監督：加藤悦生） - 美江 役
- 報復～かえし（2017年、監督：山口雄也）
- HKT48×48人の映画監督たち/サバイバル・ウーマン（2017年、監督：熊澤尚人） - マネージャー 役（声の出演）
- かぞくへ（2018年、監督：春本雄二郎） - ウェディングプランナー 役
- 北の桜守（2018年、監督：滝田洋二郎） - 青木の娘 役
- 恋は雨上がりのように（2018年、監督：永井聡） - 看護師 役
- 名前（2018年、監督：戸田彬弘） - 池田典子 役
- 虹色デイズ（2018年、監督：飯塚健）
- 飢えたライオン（2018年、監督：緒方貴臣） - リポーター 役
- 銃（2018年、監督：武正晴）
- 人魚の眠る家（2018年、監督：堤幸彦）
- ピア〜まちをつなぐもの〜（2019年、監督：綾部真弥） - 坂本里美 役
- 脂肪の塊（2019年、監督：天野友二朗） - 準主演・伊藤ユキ 役
- 幸福な囚人（2019年、監督：天野友二朗） - 井沢久未 役
- AI崩壊（2020年、監督：入江悠）
- 名操縦士（2020年、監督：片山享） - ヒロイン・涼子 役

### テレビドラマ
- 検事・朝比奈耀子12（2011年、テレビ朝日系） - 受付嬢 役
- 刑事の証明3（2012年テレビ東京BSジャパン） - 篠原由美子 役
- お先にどうぞ 第5、7話（2013年、WOWOW）
- 素敵な選TAXI 第3話（2014年、フジテレビ） - 司会者 役
- 心がポキッとね（2015年、フジテレビ系） - 山本陽子 役
- 無痛 最終話（2015年、フジテレビ） - 母 役
- ショカツの女 新宿西署 刑事課強行犯係12（2016年） - 若林加奈 役
- 怪盗アトム小僧（2016年、東京MX） - 定食屋の女将 役
- 視覚探偵 日暮旅人 最終話（2017年、日本テレビ） - 旅人の母 役
- きみはペット 2017年版 第11話（2017年、フジテレビ） - スタイリスト 役
- 怪獣倶楽部〜空想特撮青春記 第2話（2017年、TBS） - 女性編集者 役
- オトナの土ドラ屋根裏の恋人 第2話（2017年、フジテレビ系） - 織枝 役
- メガクライシス～巨大危機II（2017年、NHK） - 主演・水澤奈緒美 役
- セシルのもくろみ 第7話（2017年、フジテレビ系）
- 警視庁いきもの係 第3話（2017年、フジテレビ系） - 斉藤花子 役
- ぼくらの勇気 未満都市2017（2017年、日本テレビ） - バスガイド 役
- BG〜身辺警護人〜 第8話（2018年、テレビ朝日） - サスケフーズ関係者 役
- 探偵物語（2018年、テレビ朝日）
- はぐれ署長の殺人急行3（2018年、TBS） - 本庄優子 役
- PTAグランパ2（2018年NHKBSプレミアム） - 美羽の担任教師 役
- 噂の女 7話（2018年、BSジャパン） - 大迫栄子 役
- 連続ドラマW（WOWOW）
  - ダブル・ファンタジー 第2話（2018年） - 小森知佳 [1]
  - 盗まれた顔〜ミアタリ捜査班 第1話（2019年）役
  - パレートの誤算 準レギュラー（2020年） - 村松由樹 役
  - 大江戸グレートジャーニー 〜ザ・お伊勢参り〜 第4話（2020年） - 太一の母 役[2]
- みかづき 第1話（2019年、NHK） - 芙美子 役
- スキャンダル専門弁護士 QUEEN 第4話（2019年、フジテレビ） - ゆかり 役
- 後妻業 第8話（2019年、関西テレビ） - 宇田あかね 役
- 日本ボロ宿紀行 第8話（2019年、テレビ東京） - ゆかりママ 役
- のの湯 第1話（2019年、BS12）
- 特捜9 スペシャル（2019年4月7日、テレビ朝日） - 榎本千夏 役[3]
- ヤヌスの鏡 第4話・第5話（2019年、FOD / フジテレビ） - 宝石店の店員 役
- フォローされたら終わり 第4話（2019年、AmebaTV） - 司会 役
- コタキ兄弟と四苦八苦 第6話（2020年、テレビ東京） - 高橋ひより 役
- 連続殺人鬼カエル男 第5、6話（2020年、関西テレビ）
- 田園ボーイズ 第3話（2020年、TOKYOMX） - ホストクラブ客 役
- 月9 絶対零度〜未然犯罪潜入捜査〜 （Season4）第1話・第2話・第7話・最終話（2020年1月6日・13日・2月17日・3月16日、フジテレビ） - 井沢康子 役
- サイレント・ヴォイス season2 第5話（2020年、BSテレ東） - 藤本明恵 役
- 竜の道 初回前編（2020年、関西テレビ） - 安達祥子 役
- 真夏の少年〜19452020 準レギュラー（2020年、テレビ朝日） - 瀬名富子 役
- 歴史迷宮からの脱出〜リアル脱出ゲーム×テレビ東京〜 第2話（2020年、テレビ東京） - お栄 役
- 内田康夫サスペンス 浅見光彦 軽井沢殺人事件（2022年2月28日、テレビ東京） - 宮坂るり子 役
- アカイリンゴ（2023年1月23日 - 3月27日、朝日放送テレビ 他） - 犬田月子 役[4]
- 合理的にあり得ない 〜探偵・上水流涼子の解明〜 第10話（2023年6月19日、関西テレビ・フジテレビ） - 田口慶子 役
- この素晴らしき世界 第3話（2023年8月3日、フジテレビ） - 氷室トシヨ 役
- 正直不動産2（2024年1月16日、NHK総合・NHK BSプレミアム4K） - 寺島美由紀 役
- 水曜22時枠 全領域異常解決室（2024年10月9日 - 12月18日、フジテレビ） - 大月比呂佳 役[5]
- 月曜22時枠 あなたを奪ったその日から 第4話 - 最終話（2025年5月12日 - 6月30日、関西テレビ・フジテレビ） - 村杉結愛 役[6]

### ネット配信
- プリズン・オフィサー 第2話（2015年、dTV） - さゆり 役
- 特命係長 只野仁（2016年、テレビ朝日|AmebaTV）
- SICK'S〜覇乃抄（2018年、Paravi） - 高野 役

### 舞台
- 「一緒に過ごした三週間」（1994年、作・演出：鶉野昭彦）
- 劇団かけはし座「決意 星降る丘の上で」（1994年、作・演出：鶉野昭彦）
- 劇団てんミュージカル「ランナーズ・ハイ」（1998年 作：清水伸吾演出：広瀬正勝  監修：藤本義一）
- 「ミュージカルMY chair -私の居場所!」（2000年、作・演出：広瀬正勝）
- 劇団てん「ヴァニティーズ」（2000年、作：ジャック・ハイフナー・演出：広瀬正勝）
- 「ミュージカルおやゆびひめ」（2001年、作・演出：野村次郎）
- 「夏の夜の夢（2002年、作:シェイクスピア・演出：野崎美子）
- 「雨降りしきる」（2003年、作:小松幹夫演出:鈴木一功)
- 「夏の夜の夢」(2005年、作:シェイクスピア・演出：野崎美子）
- 「千一夜物語」（2006年、脚色・演出：野崎美子）
- 「デストロイヤー花」（2006年、作・演出：金房実加）
- 「HEAVY MENTAL HEAVEN」（2006年、作・演出：金房実加）
- 「ゆらゆらゆれる」（2007年、作：門肇・演出：池田雄二）
- 「トワイライト王女」（2007年、作・演出：金房実加）
- 「紙風船」（2008年、作：岸田國士・演出：野崎美子）
- 「要するにムラサキ」（2008年、作・演出：金房実加）
- 「デストロイヤー花」（2009年、作・演出：金房実加）
- 「ベリーメリーゴーランド」（2009年、作・演出：金房実加）
- 「川辺市子のために」（2015年、作・演出：戸田彬弘）
- 「川辺市子のために」（2016年、作・演出：戸田彬弘）
- 毒笑劇独り芝居「レプリカントは芝居ができない？」（2018年、作・演出：細野辰興）
- 「川辺市子のために」（2018年、作・演出：戸田彬弘）
- 「川辺月子のために」（2018年、作・演出：戸田彬弘）
- 「川辺市子のために」（2024年、作・演出：戸田彬弘）[7]